# Forever 21
Forever 21 fue una firma estadounidense de Moda pronta. Su sede está ubicada en Los Ángeles, California y poseía ventas por US$3700 millones en 2013. Según la revista Forbes, fue la 122.ª empresa privada más grande de Estados Unidos.

## Historia
Comenzó como una pequeña tienda en la manzana 900 de Los Ángeles el 21 de abril de 1984, y en la actualidad posee cerca de 600 tiendas internacionales, bajo las marcas Forever 21, XXI Forever, Love 21, y Heritage 1981 en América, Asia, el Medio Oriente, y el Reino Unido, paralelamente a un sitio de compras en línea, por lo que ha experimentado un crecimiento enorme. Más del 60% de sus prendas son fabricadas en China.
En 2012 contaba con 30.000 empleados.
Según Adrienne Tennant, analista en Wedbush Morgan Securities, y Andrea Chang de Los Angeles Times, Forever 21 se caracteriza por ofrecer productos de moda. Sus productos destinados a niños, mujeres y hombres incluyen accesorios y productos de belleza. 
La compañía se ha envuelto en varias polémicas como cuestionamientos en prácticas laborales e irrespetuosidad hacia la religión. Es una de las tiendas de Moda pronta con más impacto a los trabajadores, por ejemplo es una de las únicas marcas que no ha firmado el acuerdo de  Bangladés. Ni una de sus fábricas está aprobada por acuerdos que aseguran el bienestar de trabajadores o de edificios, seguridad, y pago. 
En Los Ángeles se encuentra la tienda principal de Forever 21, la cual se puede encontrar en Torrance.
En 2025, la compañía anunció por segunda vez en quiebra y cerraría todas sus tiendas en los Estados Unidos.

## Tiendas por países
| América: - Canadá: 100 - México: 156 - Perú 1 - Puerto Rico: 5 - Chile 1 - Costa Rica: 4 - Guatemala: 3 - Ecuador: 2 - Honduras: 2 - Panamá: 2 - República Dominicana: 2 - Argentina: 1 - Bolivia: 1 - El Salvador: 1 - Paraguay: 1 | Asia: - Filipinas: 10 - EAU: 9 - India: 8 - Israel: 8 - Malasia: 5 - Singapur: 4 - Tailandia: 4 - Arabia Saudita: 3 - Baréin: 2 - Indonesia: 2 - República de China: 1 - Jordania: 1 - Kuwait: 1 - Macao: 1 - Omán: 1 - Líbano:1 - Catar: 1 | África: - Sudáfrica: 1 Europa: - Rusia: 3 - Bélgica: 1 Oceanía: - Australia: 2 |